# Iglesia de la Inmaculada Concepción (Sesga)
La iglesia de la Inmaculada Concepción es un templo católico situado en la pedanía de Sesga, término municipal de Ademuz, provincia de Valencia, en la (Comunidad Valenciana, España).
Construida a finales del siglo XVI, está catalogada como Bien de Relevancia Local, identificador número 46.09.001-005.

## Historia
Acabada de construir en la última década del siglo XVI, la entonces ermita de la Inmaculada vino a solucionar los continuos desplazamientos que los fieles de Sesga debían realizar hasta la iglesia de San Pedro y San Pablo de Ademuz para cumplir con sus obligaciones cristianas. Desde entonces, el rector de san Pedro estuvo obligado a enviar uno de sus curas beneficiados a celebrar la misa dominical en el templo de Sesga. El rápido crecimiento de la población hizo conveniente que ya en el siglo XVII se le dotase de un vicario propio que, con el tiempo, devendría párroco.

## Descripción
El edificio es de planta rectangular, con nave única, sin capillas laterales y un destacado presbiterio.
La nave se distribuye en dos tramos, definidos por un arco diafragmático apuntado, y la armadura de su cubierta es de madera a dos aguas, tipo parhilera con tabicas. El coro se halla a los pies del templo, sobre la puerta de acceso. La entrada es adintelada, aunque en origen consistió en un arco de medio punto. Sobre ella se sitúa la sencilla espadaña, de dos luces, muy similar a las construidas en las iglesias de Casas Altas, Torrealta o en la ermita de la Huerta de Ademuz.
El actual presbiterio fue añadido en el siglo XVIII. Es de planta cuadrada y supera en anchura y altura a la nave. Se cubre con una cúpula sobre pechinas decoradas con pinturas de rocalla propias del momento. La cúpula propiamente dicha aparece también ornamentada con diversas pinturas que rodean una estrella central, símbolo de María. Todas las escenas representadas están relacionadas, en mayor o menor medida, con la advocación del templo: la Anunciación, la Inmaculada Concepción, la Adoración de los Pastores y la Adoración de los Magos. Formalmente, tienen un carácter extremadamente popular.
Por lo que respecta al patrimonio mueble, en su mayor parte desapareció en los primeros días de la Revolución Española de 1936 -al respecto, existen algunos testimonios de vecinos de Sesga: Fermín Luz Yuste y Milagros Yuste Soler-:

«También me acuerdo cuando vinieron los milicianos y sacaron las cosas de la iglesia, las imágenes de los santos, las cruces y estandartes, las andas de las procesiones..., todo lo sacaron a la plaza y le pegaron fuego. Empezaron a tocar las campanas y toda la gente que había en la aldea acudió a verlo –habría entonces cerca de cuatrocientas personas, unos setenta u ochenta vecinos-, y toda la chiquillería de entonces... Yo tenía 9 años, pero me acuerdo bien. [...] Dice otro testimonio: Todo lo que podía arder fue sacado (de la iglesia) por los milicianos y gente anarquista, que vinieron de la parte de Valencia, y por los vecinos de otros pueblos del Rincón, y de la misma aldea, y lo quemaron todo frente a la iglesia. ¡Algo terrible! Aquella fue la primera y única vez que vi llorar a mi padre...».
Del paisaje, alma del Rincón de Ademuz, Alfredo Sánchez Garzón

## Galería

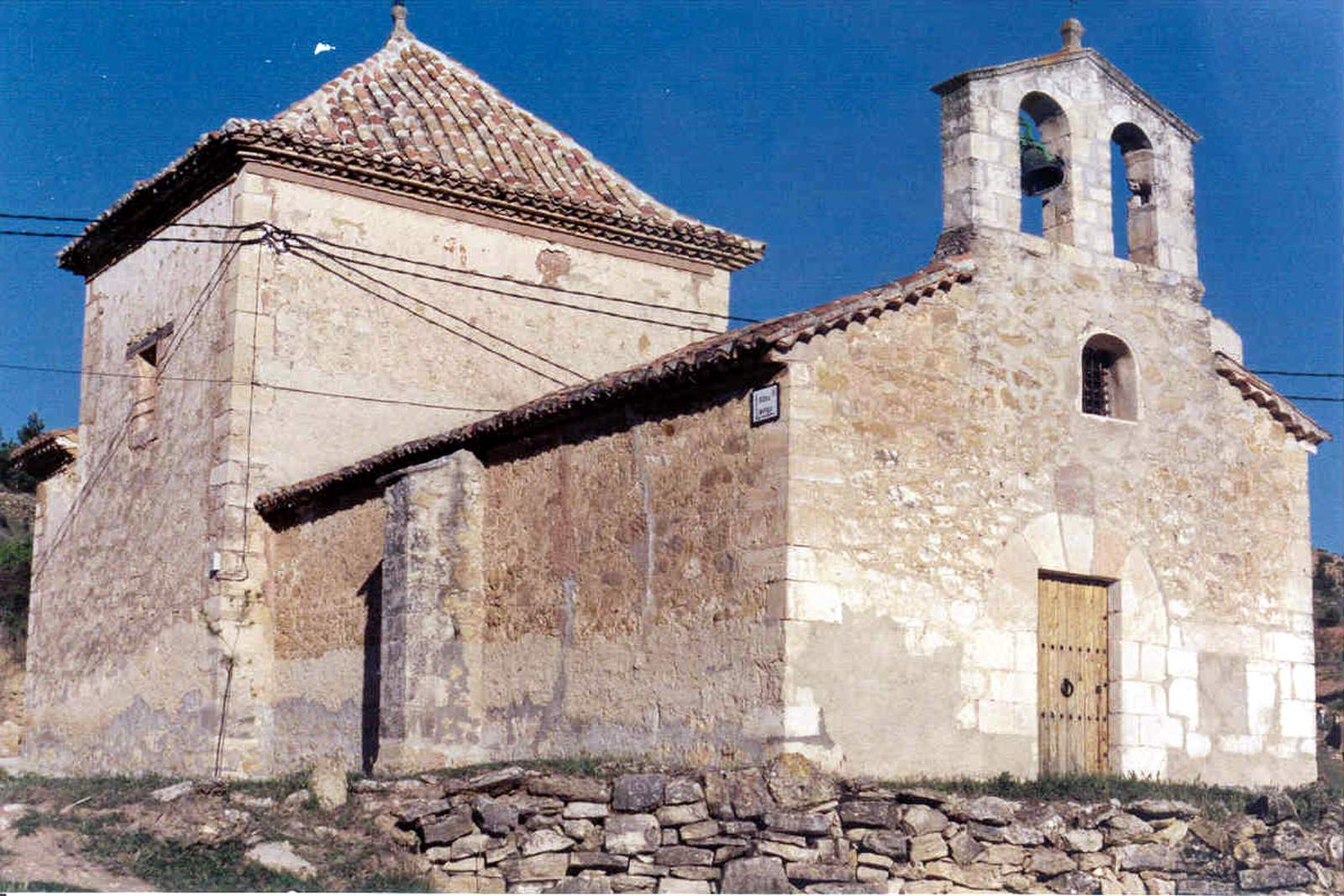
Iglesia de la Inmaculada Concepción (Sesga), 2003.
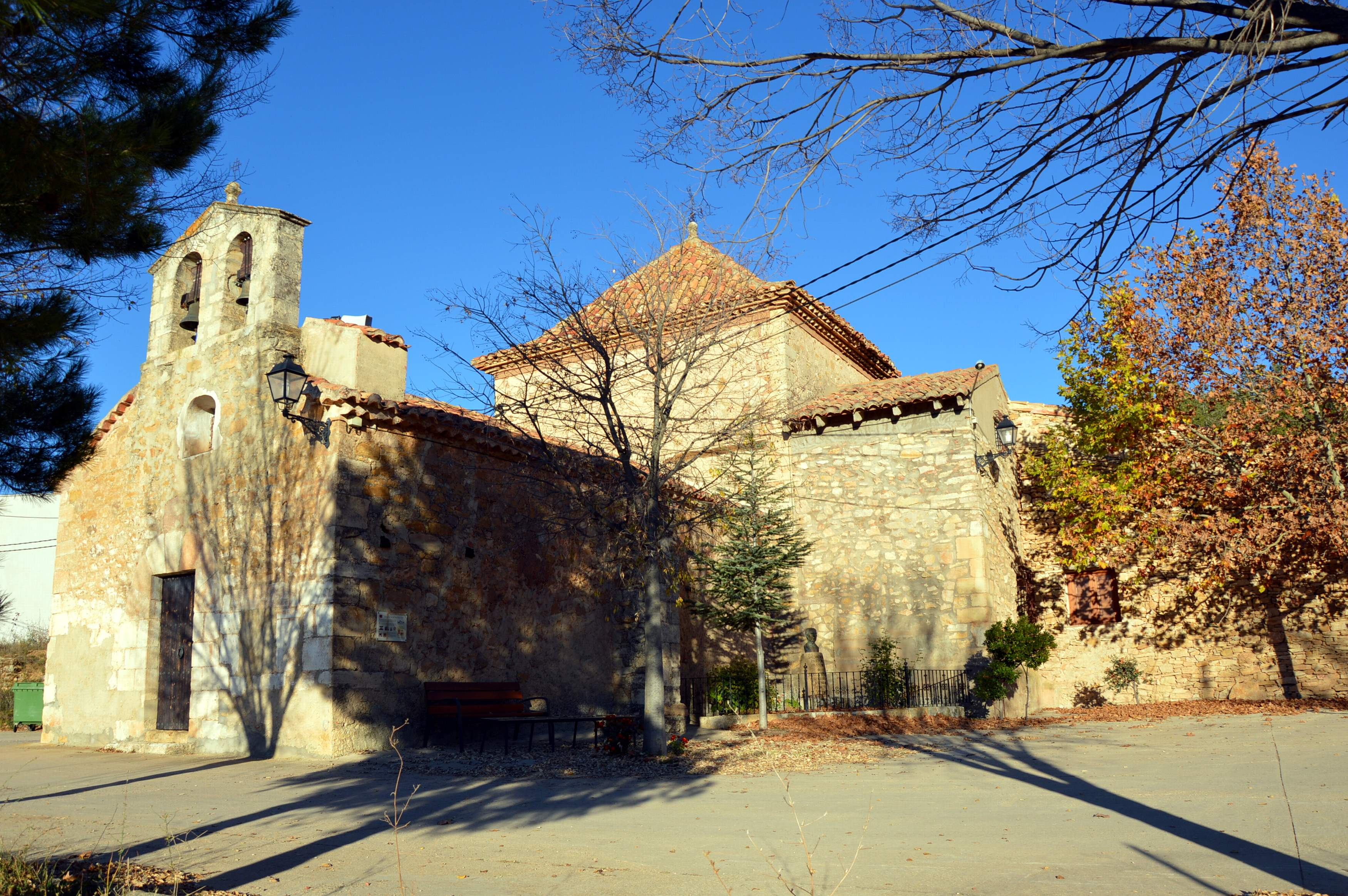
Vista fronto-lateral derecha de la iglesia parroquial de Sesga (Ademuz), 2015.
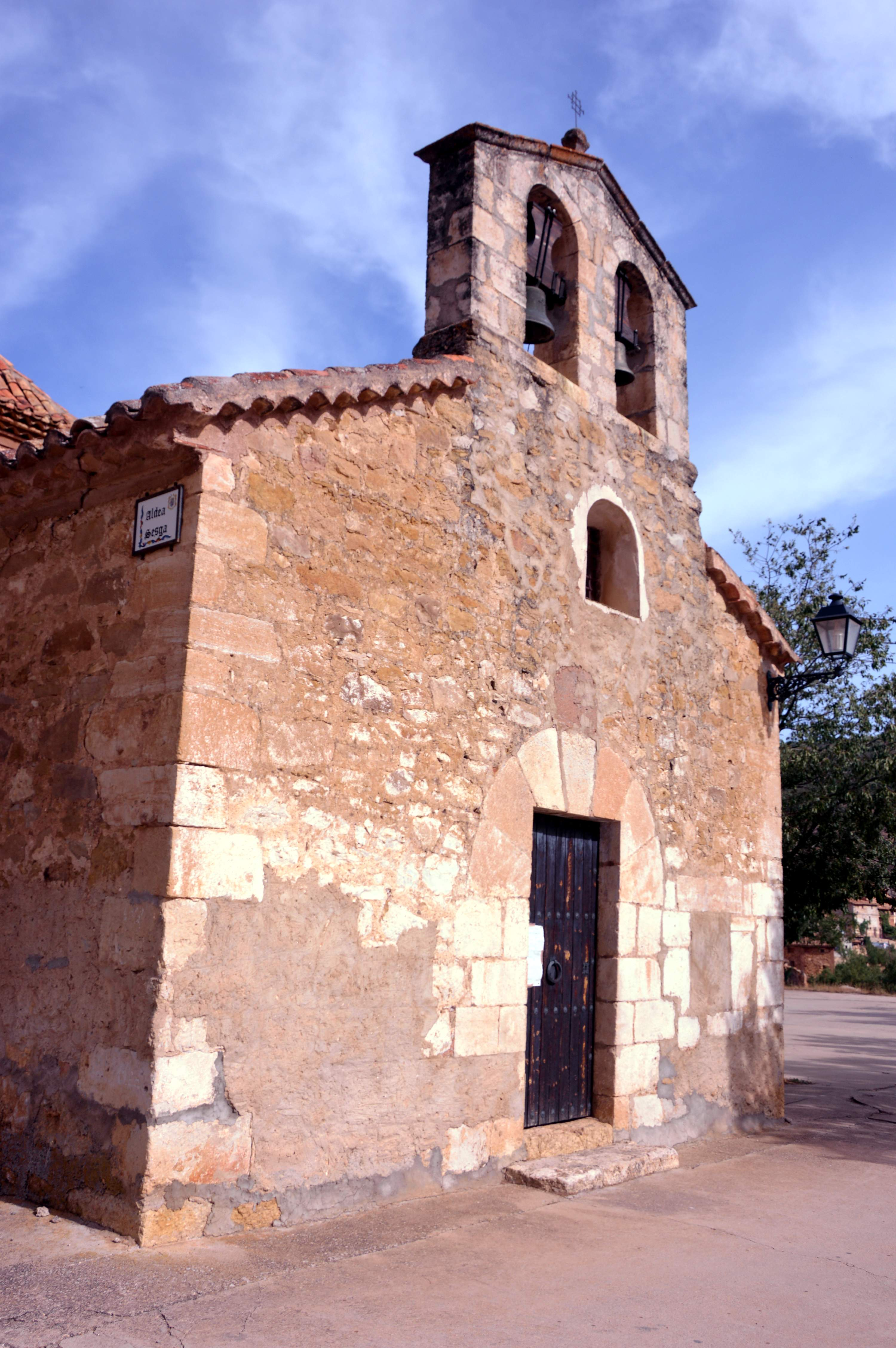
Vista fronto-lateral izquierda de la iglesia parroquial de Sesga (Ademuz), con detalle de la espadaña de dos ojos (2017).
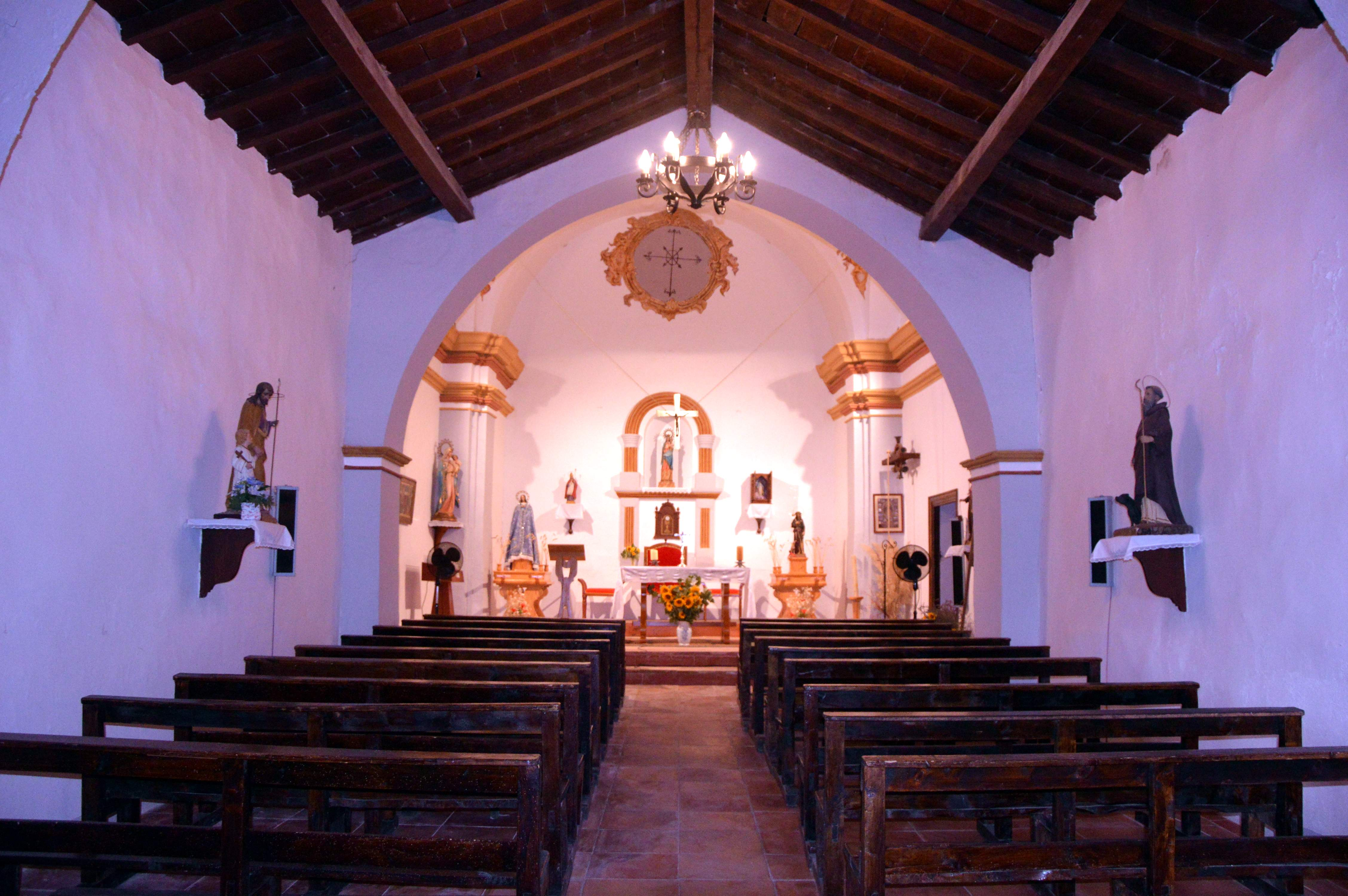
Vista de la nave de la iglesia parroquial de Sesga (Ademuz), con detalle del arco de diafragma, el presbiterio al fondo (2017.
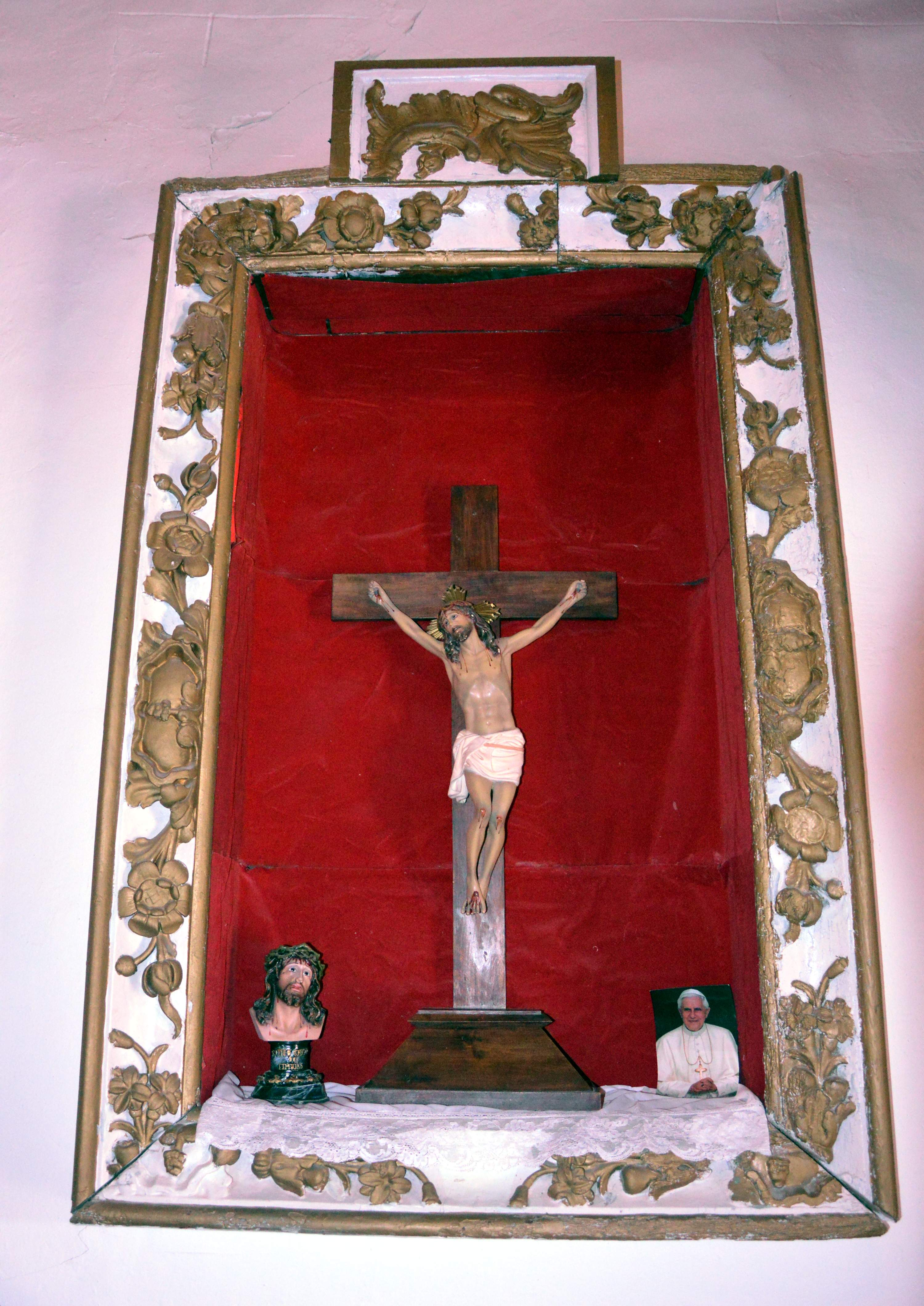
Detalle de Cristo crucificado en la iglesia parroquial de Sesga (Ademuz), situado a los pies, lado de la epístola (2017).
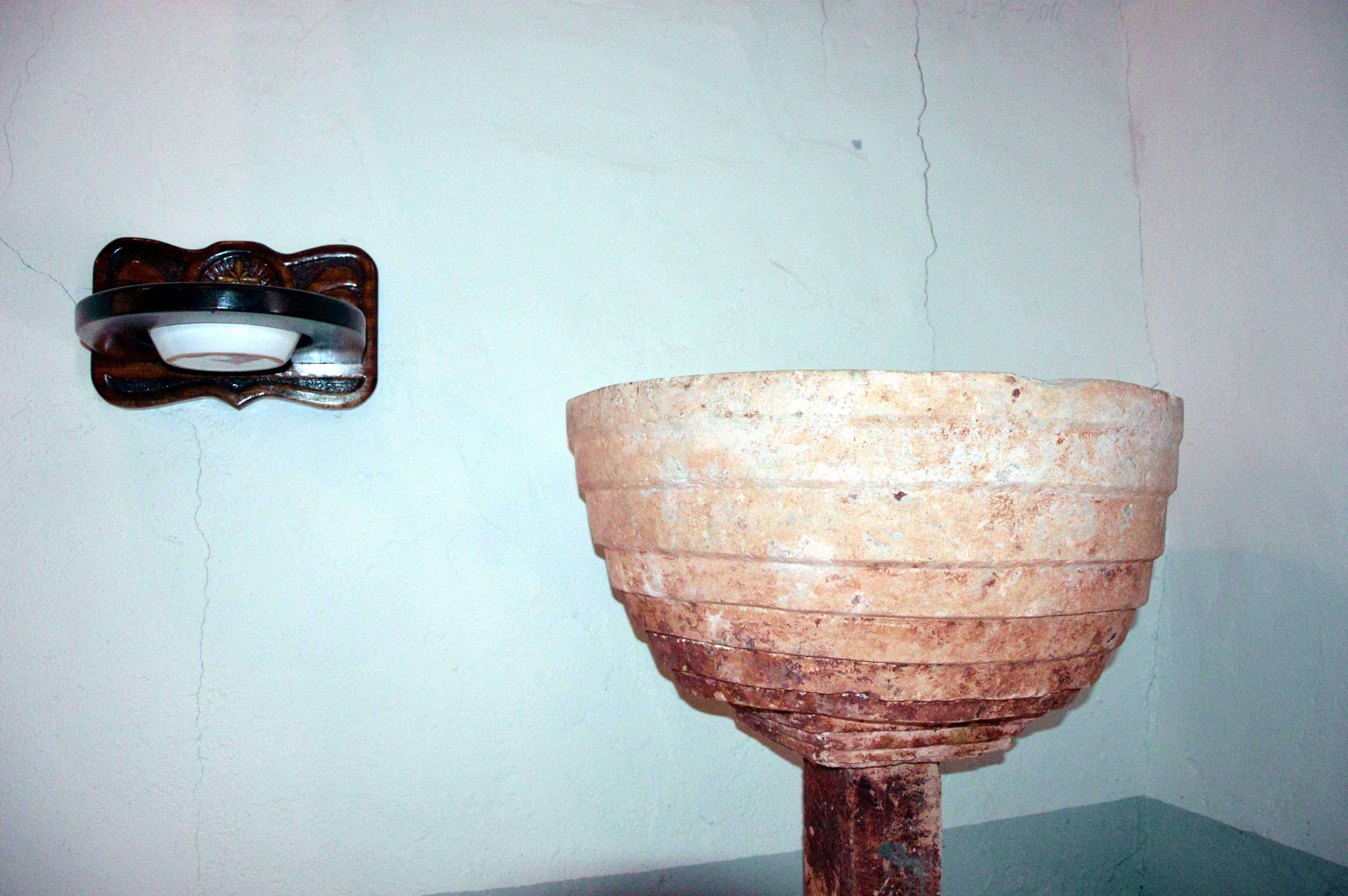
Detalle de pila bautismal y pileta de agua bendita en la iglesia parroquial de Sesga (Ademuz), 2017.
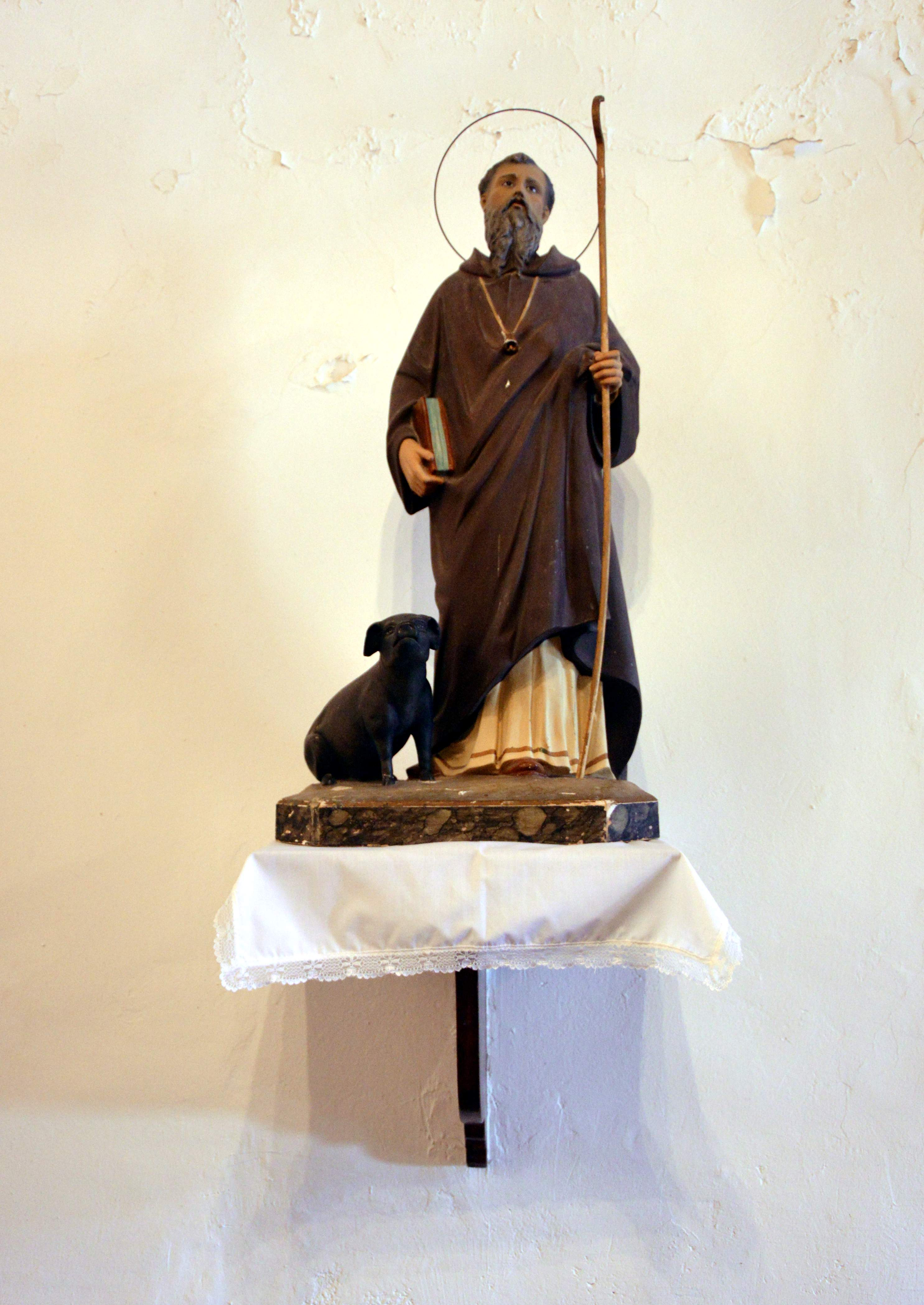
Detalle de la imagen de san Antonio Abad en la iglesia parroquial de Sesga (Ademuz), sobre peana (2017).
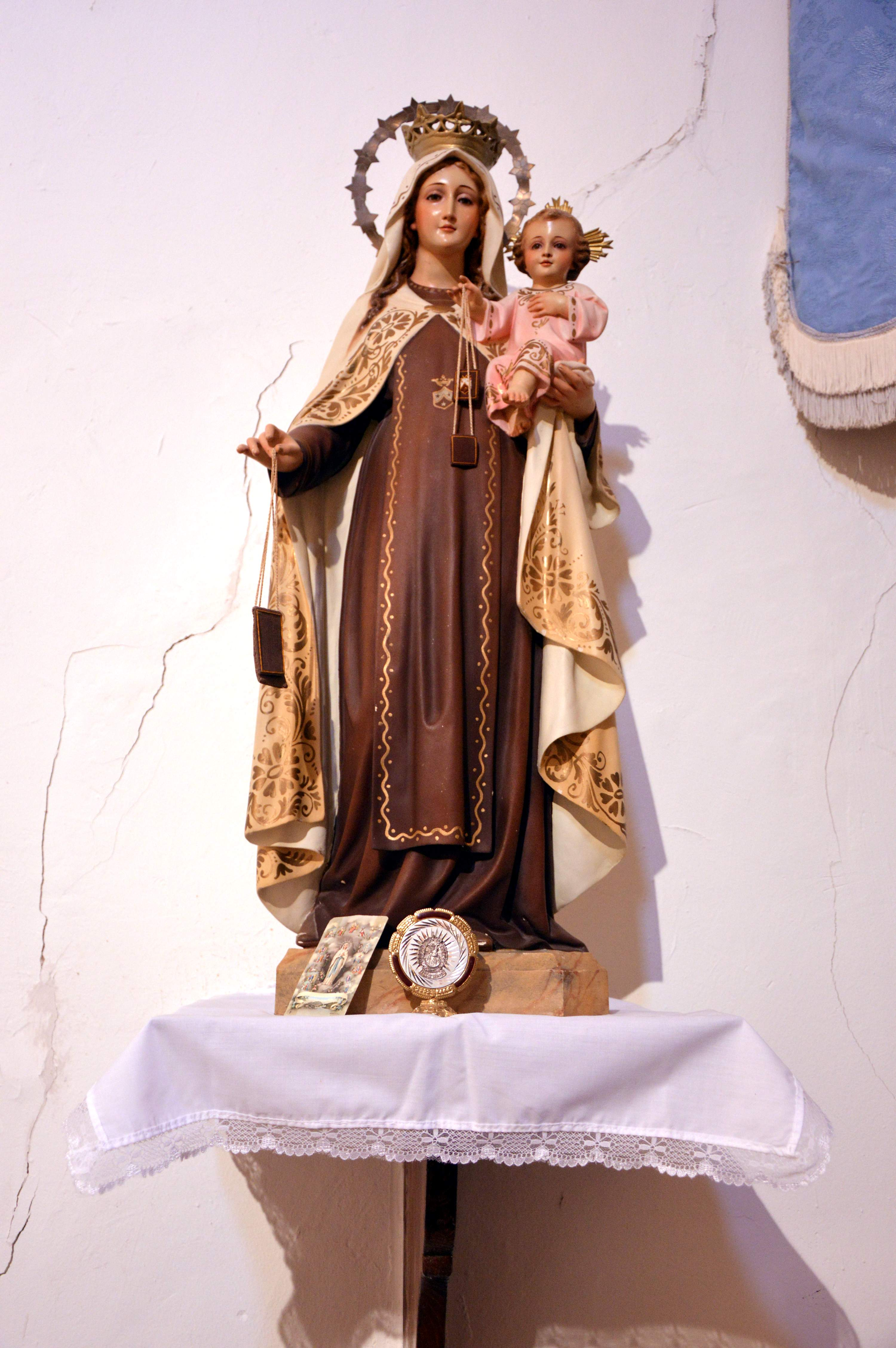
Detalle de la imagen de Virgen del Carmen en la iglesia parroquial de Sesga (Ademuz), sobre peana (2017).
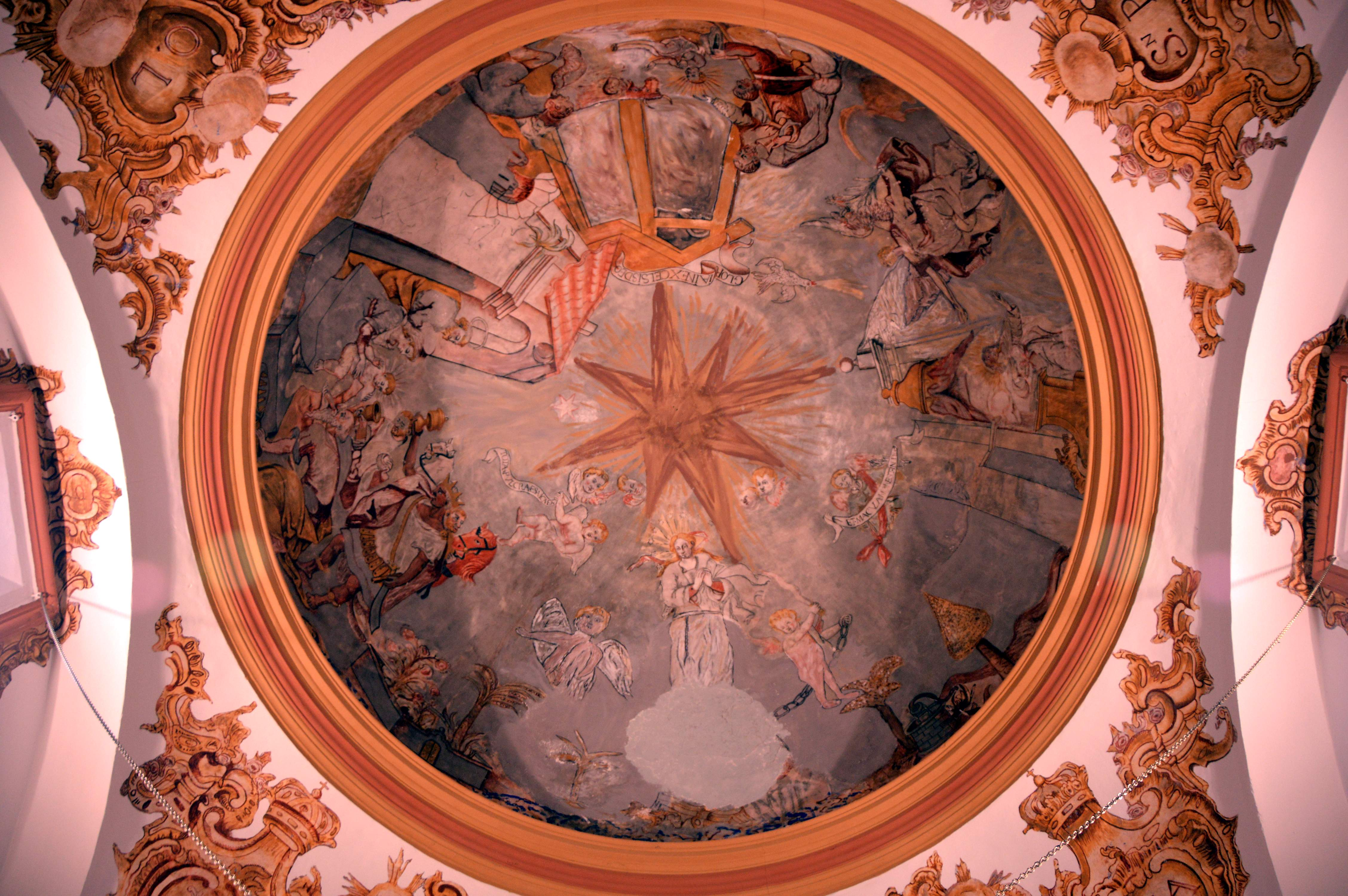
Detalle de la cúpula del presbiterio en la iglesia parroquial de Sesga (Ademuz), con imágenes alusivas a la Virgen María (2017).
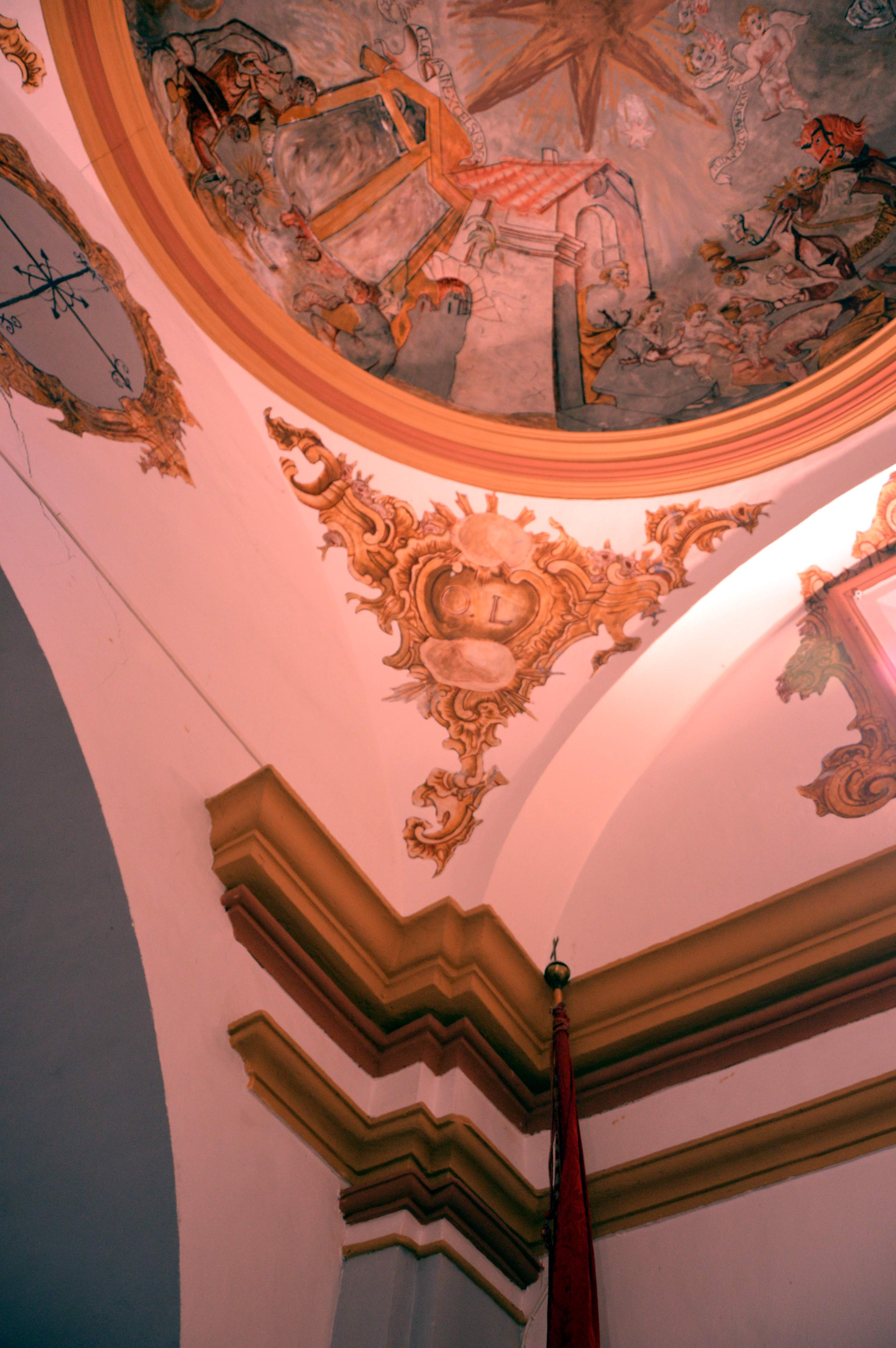
Detalle de pechina con adornos de rocalla y cúpula en el presbiterio de la iglesia parroquial de Sesga (Ademuz), 2017.
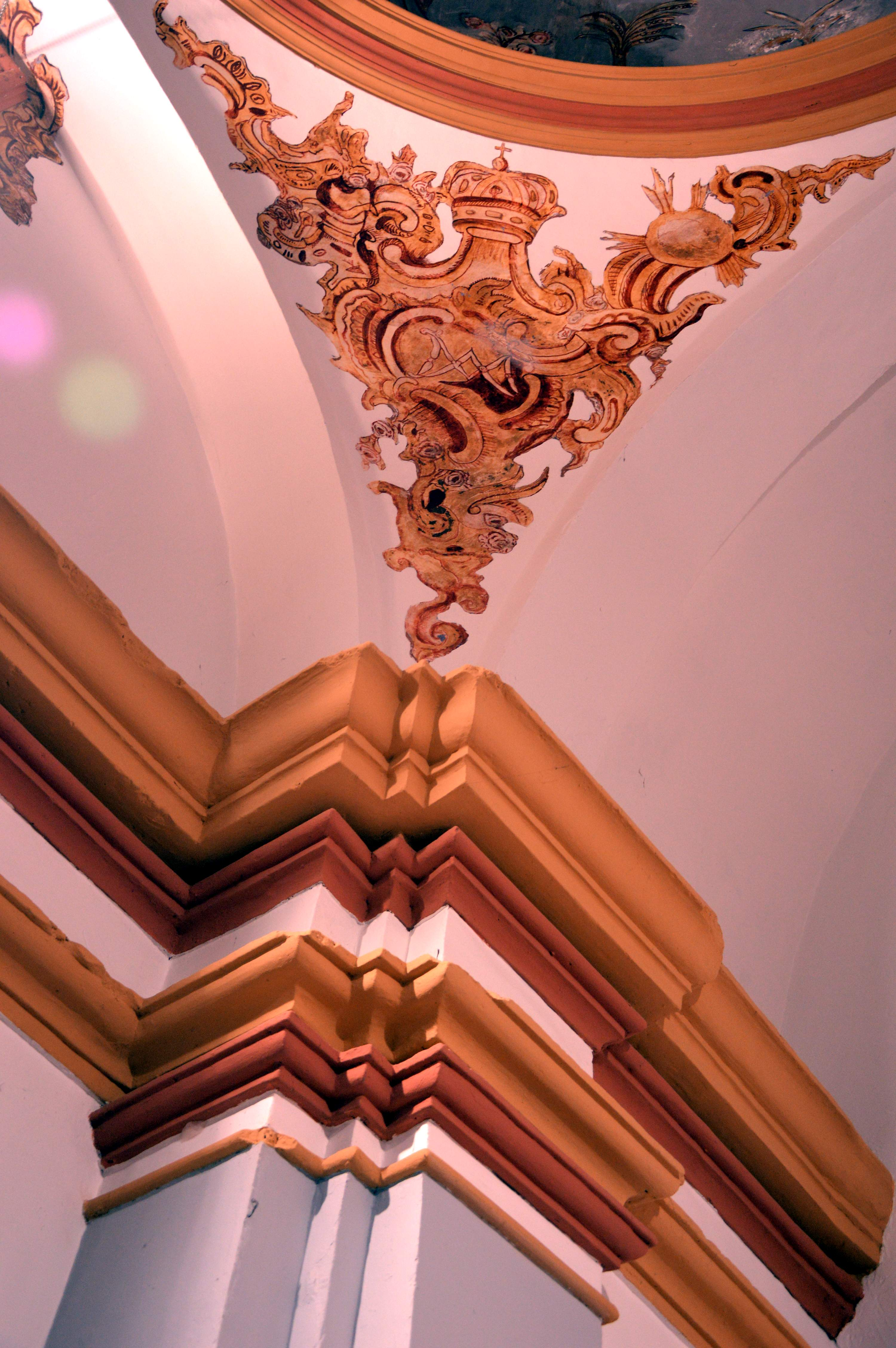
Detalle de cornisa, pilastra y pechina con adornos de rocalla y cúpula en el presbiterio de la iglesia parroquial de Sesga (Ademuz), 2017.